# Sjösprång
Sjösprång eller meteorologisk tsunami är en tsunami-liknande våg som har meteorologiskt ursprung. Sjösprång uppstår när förändringar i lufttryck orsakar skillnader i vattenstånd på ett sätt som leder till resonansfenomen. Det varierande vattenståndet fortplantar sig som vågor in mot land, och kan synas som variationer i vattenstånd som sker betydligt snabbare än tidvatten.
Sjösprång kan uppstå när en kallfront eller ett åskväder rör sig med en hastighet som matchar ett visst havsområdes bottentopografi och därtill hörande vågutbredningshastighet. Eftersom sjösprång enbart uppstår till följd av resonans är fenomenet relativt ovanligt.